# Kexholms län

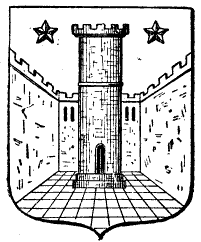
Wappen von Kexholms län

Kexholms län war ein Län des schwedischen Reiches in Karelien.
Es wurde 1634 im Zuge der von Axel Oxenstierna durchgeführten Verwaltungsreform aus Teilen der Landschaft Karelien geschaffen und bestand als Verwaltungseinheit bis 1721, als Schweden das Gebiet im Frieden von Nystad an das Russische Reich abtrat. Schweden hatte die Herrschaft über das Gebiet erst 1617 im Frieden von Stolbowo erlangt; die Bewohner waren zumeist Karelier.
Kexholms län war nach seiner Hauptstadt Kexholm, dem heutigen Priosersk, benannt, deren Festung auch das Verwaltungszentrum darstellte. Das Län umfasste die Gebiete rund um die Stadt westlich und nördlich des Ladogasees; im Osten wurde es durch die Grenze zu Russland, im Süden und Westen vom Viborgs och Nyslotts län begrenzt.